# Rei Pescador
El Rei Pescador, Rei Impedit o Rei Ferit és un personatge que apareix a les llegendes artúriques com l'últim d'un llinatge de protectors del Sant Greal. Les versions sobre la seva història varien força, però en totes el rei està lesionat a la cama o a l'engonal, i és incapaç de moure's per si mateix. Pel fet d'aquesta lesió, el seu regne sofreix juntament amb ell, traduint-se la impotència del rei en la pèrdua de fertilitat del regne, la qual cosa converteix al regne en un paratge desolat. L'únic que és capaç de fer és pescar en una petita barca al riu que es a prop del seu castell, Corbenic, i esperar que arribi algun cavaller que el pugui guarir fent una pregunta determinada.
Diversos Cavallers arriben des de molts indrets al regne del Rei Pescador per intentar guarir-lo, però només l'escollit podrà aconseguir la gesta. A les primeres històries, l'escollit és Sir Perceval, i en d'altres, s'hi uneixen Galahad i Bors.
Alguns relats artúrics situen a dos reis pescadors que viuen al mateix castell, pare i fill (o avi i net). El primer sempre es queda dins el castell a causa de la serietat de la seva ferida i perquè només el Greal el sustenta; el segon pot rebre hostes i sortir.

## Possibles orígens del nom
El títol de "Rei Pescador" té diversos orígens possibles, i aquests no són mútuament excloents:
- El simbolisme cristià, on el peix és una representació de Crist.
- La mitologia cèltica, on trobem la llegenda del "salmó de la saviesa".
- Un joc de paraules en francès, en què les paraules franceses pescador i pecador sonen molt semblants (pêcheur i pécheur).
- Un pescador va repetir el miracle de Jesús, amb ajuda del Sant Grial, de multiplicar els peixos i el pa per a donar menjar a una multitud. Després d'això el van nomenar rei i d'aquí va sorgir el títol de "Rei Pescador".

## El Rei Pescador a la literatura
La primera aparició del rei a la literatura és a l'obra Perceval o el conte del Greal, de Chrétien de Troyes, on no s'esmenta al Greal com un instrument relacionat amb Jesús de Natzaret; simplement s'esmenta al Graal com un objecte amb el qual el públic ja està familiaritzat. El rei apareix de nou a l'obra de Robert de Boron, amb el nom de Bron, el Ric Pescador. Wolfram von Eschenbach, al seu Parzival, inclou un rei ferit (un "rei pescador"), de nom Anfortas.
Al cicle de la Vulgata, o Lancelot en prosa, tots dos personatges reapareixen amb els noms de Pellam per al Rei Ferit, i Pelles, per al Rei Pescador. Aquests personatges reapareixerien a La mort d'Artur per Sir Thomas Malory. Dins aquesta obra, hi ha quatre personatges diferents que poden ser identificats amb el Rei Pescador o el Rei Ferit:
1. El rei Pellam, ferit per Sir Balin, tal com s'explica a la Vulgata.
2. El rei Pelles, avi de Galahad, descrit com "el rei impedit". Es identificat expressament amb Pellam en un passatge, però més endavant es diu que va ser ferit en circumstàncies diferents.
3. El rei Pescheour o Petchere, probablement una mala traducció de Malory a partir del francès li Roi Pêcheur, ja que mai torna a utilitzar tal nom a l'obra.
4. Un rei impedit sense nom, guarit per Galahad en completar la cerca del Grial. És definitivament un personatge diferent a Pelles, qui acaba de sortir de la cambra en l'escena anterior, i té mobilitat autònoma.

## Per a més informació
- Loomis, Roger Sherman. The Grail: From Celtic Myth to Christian Symbol. ISBN 0-691-02075-2
- Coghlan, Ronan. Encyclopaedia of Arthurian Legends.